# Jean-Paul Carrère
Pour les articles homonymes, voir Carrère.
Jean-Paul Carrère est un réalisateur et metteur en scène français, né le 7 septembre 1926 à Paris 16e et mort le 8 février 2012 à Neuilly-sur-Seine.

## Biographie

### Origines et formation
Jean-Paul Carrère est le fils de Paul Carrère, directeur de journal, et de Juliette de Lauverjat. Il fréquente le lycée Lakanal (Sceaux) puis le lycée Condorcet (Paris) où il obtient son baccalauréat.

### Carrière
Comme la plupart des nouveaux réalisateurs de télévision des années 1950 et 1960, Jean-Paul Carrère a été assistant réalisateur au cinéma (avec Marcel L'Herbier, Michel Boisrond, Denys de La Patellière), mais aussi de théâtre, où il a notamment travaillé avec Jean-Louis Barrault.

Après quelques courts métrages, il réalise ses premiers longs métrages pour la télévision dès le début des années 1950. 

Avec les années 1960, il se fait producteur d'émissions de télévision.
En 1966, l'ORTF lui demande (avec le décorateur Jean-Jacques Gambut) de gérer la mise en scène de « la Grande parade de la gendarmerie » au palais des sports de Paris.
Le spectacle est regardé par de nombreux téléspectateurs.
Jean-Paul Carrère prouve son intérêt pour les arts en intégrant différentes associations comme la Société des auteurs et compositeurs dramatiques (la SACD), la Société des gens de lettres (SGDL), et la Société des auteurs, compositeurs et éditeurs de musique (SACEM). Il rejoint également le Comité d'histoire de la télévision.
Il a été conseiller à la présidence de FR3 de 1978 à 1981, et à celle d'Antenne 2 en 1987.
Parallèlement il est chargé de cours au Conservatoire national supérieur d'art dramatique (CNSAD) de Paris.
Jean-Paul Carrère a la réputation d'être exigeant ; à titre d’exemple, lors d'une répétition, alors qu'il réclame une nouvelle fois le silence, un technicien lui fait remarquer que le seul bruit audible est celui d'une mouche qui vole, il répond : « Attendons qu'elle passe ! »

### Nature de son œuvre
Jean-Paul Carrère possède une grande filmographie.
Son premier long métrage est Le Petit Poucet en 1954. En 1958, il emploie Jean-Louis Barrault, Madeleine Robinson et Jean Desailly dans le téléfilm La Répétition ou L'Amour puni. Il travaille avec l'acteur Jean Desailly dans plusieurs téléfilms, dont Le Mystère du fils de l'homme et Amphitryon. Jean-Paul Carrère fait aussi travailler pour la télévision d’autres acteurs de cinéma comme Michel Piccoli (Egmont), Annie Girardot (L’homme qui assassina), Jean-Claude Brialy (Les Parents terribles), Pierre Mondy (Les Nuits de la colère), Claude Jade (La Passion de Camille et Lucile Desmoulins), Anny Duperey (André Chénier et la jeune captive) et Anna Karina (L'Éblouissement).
Il a principalement tourné des adaptations littéraires, que ce soient des romans classiques ou des pièces de théâtre, de ses premières réalisations (La Surprise de l'amour de Marivaux en 1956) à la fin de sa carrière (Lorenzaccio d'Alfred de Musset en 1989).
Il s’est fait le spécialiste de séries et de feuilletons télévisés. En 1967, Jean de la Tour Miracle connaît un grand succès, et lance la carrière du jeune Patrick Dewaere.

### Vie privée
Le 21 juin 1950, Jean-Paul Carrère devient le père d’une fille prénommée Ariane.
Le 18 septembre 1965, il épouse à Neuilly-sur-Seine la speakerine Denise Fabre, dont il divorce.
Lors d'un tournage en Corse, il rencontre Irène Rongiconi, attachée de presse de cinéma, qu'il épouse le 6 février 1974 et avec laquelle il a un fils prénommé Richard.
Jean-Paul Carrère est passionné par la littérature, il collectionne les livres. Il aime le sport, l'escrime, et notamment le judo qu’il a enseigné, et l'équitation[réf. souhaitée].

## Récompenses

### Décorations
- Chevalier de la Légion d'honneur
- Chevalier de l'ordre national du Mérite
- Officier des Arts et des Lettres
- Médaille d'or de la Ville de Paris

### Prix Italia
En 1965, il reçoit le prestigieux prix Italia.

## Filmographie

### Années 1950
- 1955 : La Cerisaie (adaptation théâtrale de Tchekhov avec Jean Desailly)
- 1955 : Christophe C... (avec Magali Noël)
- 1956 : L'Homme qui assassina (avec Annie Girardot)
- 1956 : La Seconde Surprise de l'amour (adaptation théâtrale de Marivaux avec Jean Desailly)
- 1957 : En votre âme et conscience (réalisation d'un épisode)
  - Le Docteur X (avec Jean-Roger Caussimon, François Chaumette)
- 1957 : Équateur
- 1957 : Le Procureur Hallers (avec Ginette Leclerc)
- 1958 : La Répétition ou l'Amour puni (adaptation de l'œuvre littéraire de Jean Anouilh avec Jean-Louis Barrault, Madeleine Renaud, Jean Desailly)
- 1958 : Le Mystère du fils de l'homme (adaptation de l'œuvre de François Mauriac avec Jean Desailly)
- 1959 : Cristobal de Lugo (avec Claude Berri, Daniel Emilfork, Tania Balachova)
- 1959 :  Meurtre au ralenti  (ORTF) (avec Jean Clarieux, Liliane Bert, Jean Vinci)

### Années 1960
- 1960 : Amphitryon (avec Jean Desailly)
- 1960 : Les Secrets de la princesse de Cadignan (adaptation de l'œuvre d'Honoré de Balzac avec Gisèle Pascal[4]
- 1961 : Les Parents terribles (adaptation de l'œuvre de Jean Cocteau avec Jany Holt, Jean-Claude Brialy)
- 1961 : Egmont (adaptation de l'œuvre théâtrale de Goethe avec André Charpak, Jean Clarieux)
- 1961 : Un bon petit diable (adaptation d'un roman de la Comtesse de Ségur de 1865 avec Joël Flateau, Madeleine Clervanne)
- 1962 : Le Théâtre de la jeunesse : Oliver Twist d'après Oliver Twist de Charles Dickens, avec Marcel Dalio, Philippe Ogouz, Maurice Garrel
- 1962 : Commandant X (série télévisée d'espionnage en dix épisodes)
- 1963 : Melchior des trois rivières (écrit par Michel Subiela)
- 1963 : La Petite Fadette (adaptation du roman de George Sand avec Elisabeth Wiener)]
- 1964 : Tout ce que vous demanderez
- 1965 : La Jeune Fille Violaine (adaptation de l'œuvre théâtrale de Paul Claudel avec Édith Scob)
- 1965 : Les Dossiers de Jérôme Randax : Le Dossier Pyrénées (avec Pierre Koulak)
- 1966 : Jacquard (écrit par Michel Subiela avec Dominique Zardi)
- 1966 : La Fille du tambour-major (d'après Jacques Offenbach, avec Jean Parédès, Denise Gence, René Dary, Pascale Roberts)
- 1966 : Le Trompette de la Bérésina (feuilleton avec Pierre Koulak, Dominique Zardi)
- 1967 : Jean de la Tour Miracle (feuilleton avec Patrick Dewaere, Jacques Balutin)
- 1967 : Sur la terre comme au ciel (d'après le livre de Hochwälder avec Pierre Mondy)
- 1967 : Le tueur de chipeaux (ORTF) avec Jacques François, Françoise Brion , Denise Gence, Michel de Ré
- 1967 : Une aventure de Sherlock Holmes (ORTF, 25 décembre) avec Jacques François, Grégoire Aslan, Édith Scob
- 1967 : Les Hauts de Hurlevent (ORTF) avec Claude Titre, Geneviève Casile, Pierre Trabaud, Denise Gence
- 1968 : Les Bas-fonds (avec Daniel Emilfork, Ludmila Mikaël)
- 1969 : L'Échange (avec Edwige Feuillère)

### Années 1970
- 1970 : Les Dossiers du professeur Morgan (série avec Henri Crémieux)
- 1970 : La Légende du quatrième roi
- 1970 : Rendez-vous avec quelqu'un (avec Laurence Mercier)
- 1971 : Le Soldat et la sorcière (avec Estella Blain, François Chaumette, Daniel Ceccaldi, Guy Kerner)
- 1971 : Les Sanglots longs (avec Daniel Rivière, Jean Carmet, Jean Cosmos)
- 1972 : Michel, l'Enfant-roi (série)
  - Un Enfant nommé Michel (avec Estella Blain)
- 1972 : Le Grillon du foyer (adaptation de l'œuvre littéraire de Charles Dickens avec Édith Scob)
- 1973 : La Pomme oubliée (adaptation de l'œuvre littéraire de Jean Anglade avec Andrée Tainsy, Christiane Vallon)
- 1973 : Les Fourberies de Scapin (adaptation de l'œuvre théâtrale de Molière avec André Dussollier, Corinne Boissière)
- 1973 : Les Nuits de la colère (écrit par Armand Salacrou avec Pierre Mondy, René Havard)
- 1973 : Antigone (adaptation de l'œuvre de Sophocle avec François Chaumette, Nicolas Silberg, Michel Aumont)
- 1973 : Un Mystère par jour (série avec Henri Crémieux)
- 1974 : Boulevard Durand (adaptation de la pièce de théâtre éponyme écrite par Armand Salacrou)
- 1975 : Aurore et Victorien (série avec Véronique Jannot, Jacques Buron)[5]
- 1975 : Adieu Amédée (avec Fernand Sardou, Jackie Sardou, Daniel Auteuil)
- 1975 : La Rôtisserie de la reine Pédauque (d'après le roman d'Anatole France avec Georges Wilson)
- 1975 : Le Malade imaginaire de Molière, mise en scène Jean-Laurent Cochet, Comédie-Française, avec Jacques Charon, Françoise Seigner,  Catherine Hiegel
- 1976 : Christophe Colomb (avec Paul Claudel)
- 1976 : L'Homme de sable (du roman de Jean Joubert), téléfilm
- 1976 : La Lune papa (série avec Georges Coulonges)
- 1977 : Lorenzaccio d'Alfred de Musset, mise en scène Franco Zeffirelli, Comédie-Française, avec Francis Huster, Geneviève Casile, Louis Seigner, Jean-Luc Boutté
- 1977 : Le Mariage de Figaro de Beaumarchais, mise en scène Jacques Rosner, Comédie-Française, avec Alain Pralon, Geneviève Casile, Jacques Toja, Denise Gence
- 1977 : Le Misanthrope de Molière, mise en scène Pierre Dux, Comédie-Française, avec Georges Descrières, Béatrice Agenin, Michel Duchaussoy, Dominique Constanza
- 1978 : Les Amours sous la Révolution (série) :
  - La Passion de Camille et Lucile Desmoulins (avec Claude Jade, Bernard Alane)
  - Les Quatre dans une prison (avec Véronique Jannot)
  - André Chénier et la jeune captive (avec Anny Duperey, Nicolas Silberg)
  - Les Amants de Thermidor (avec Patricia Lesieur)
- 1978 : Harold et Maude (avec Madeleine Renaud, Daniel Rivière, Colin Higgins)
- 1979 : L'Eblouissement (avec Anna Karina, Jean-Pierre Bacri)

### Années 1980
- 1981 : Zadig ou la Destinée (adaptation du roman de Voltaire avec Bernard Alane, Jean Barney)
- 1981 : Anthelme Collet ou le brigand gentilhomme (feuilleton écrit par Georges Coulonges avec Bernard Crombey et Élisabeth Huppert)
- 1985 : Le Crime de Mathilde (série avec Gisèle Casadesus)
- 1985 : Les Amours des années 50
  - Les Scorpionnes (avec Maurice Toesia, Corinne Touzet, Jean-Pierre Castaldi)
- 1985 : Angelo, tyran de Padoue (adaptation de l'œuvre théâtrale de Victor Hugo avec Jacques Dacqmine)[6]
- 1986 : Le Faiseur de mort (adaptation de l'œuvre de Guy des Cars)
- 1987 : Les Enquêtes du commissaire Maigret (réalisation d'un épisode)
  - Maigret voyage (avec Jean Richard, Annick Tanguy)
- 1988 : La Sonate pathétique (série avec Eugène Cormon)
- 1989 : Lorenzaccio (adaptation de l'œuvre théâtrale d'Alfred de Musset avec Francis Huster)